# آدم كوك
آدم كوك (13 نوفمبر 1979 في المملكة المتحدة - ) (بالإنجليزية: Adam Cook)‏ هو لاعب كريكت بريطاني. لعب مع Oxfordshire County Cricket Club ‏.

## وصلات خارجية
- آدم كوك على موقع إي آس بي آن كريك إنفو (الإنجليزية)